# Magnhild Kramer
Magnhild Alma Charlotta Kramer, född Björkquist den 6 september 1900 i Johannes församling, Stockholm, död den 29 januari 2001 i Västerstrands församling, Karlstad, var en svensk skådespelerska. 

## Biografi
Björkquist var dotter till musikdirektören Gustaf Björkquist (1877–1968) och Elma Serena, född Svensson (1879–1909). Hon innehade roller i bland annat teateruppsättningarna Cloclo (1926) och Adjö Mimi (1927) vid Djurgårdsteatern respektive Hippodromteatern.
Magnhild Kramer är begravd på Ruds kyrkogård i Karlstad.

## Teater

### Roller (urval)
| År   | Roll           | Produktion | Regi | Teater           |
| ---- | -------------- | ---------- | ---- | ---------------- |
| 1923 | Käthie         |            |      |                  |
| 1926 | Angéle Garelle | Cloclo     |      | Djurgårdsteatern |
| 1927 | Mimi           | Adjö Mimi  |      | Hippodromteatern |

## Utmärkelser
- Den kungliga välfärdsmedaljen, 1954.[9]